# Doubravice (Strakonice)
Doubravice è un comune della Repubblica Ceca facente parte del distretto di Strakonice, in Boemia Meridionale.